# James Lafferty

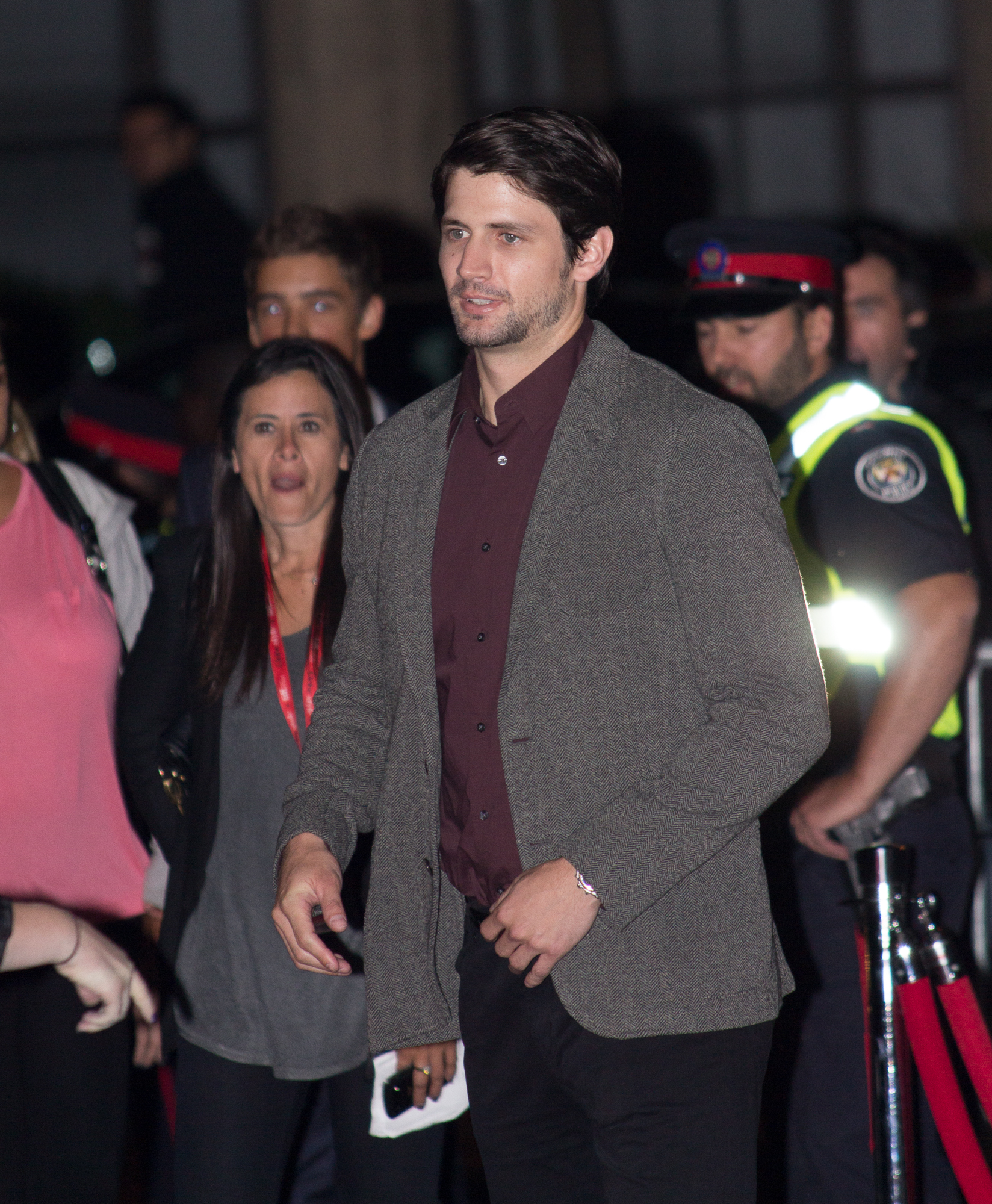
James Lafferty (2013)

James Martin Lafferty (* 25. Juli 1985 in Hemet, Kalifornien) ist ein US-amerikanischer Schauspieler.

## Leben
Lafferty wurde als ältester Sohn des Bauunternehmers Jeff Lafferty und seiner Frau Angie geboren. Schon zu Grundschulzeiten wurden er und sein Bruder Stuart von einem Freund der Familie für die Schauspielerei entdeckt. Bereits als Siebenjähriger erhielt Lafferty erste Statistenrollen in der Fernsehserie Picket Fences – Tatort Gartenzaun und in dem Film Batmans Rückkehr.
Danach nahm Lafferty professionellen Schauspielunterricht und hatte mehrere Auftritte in amerikanischen Film- und Fernsehproduktionen.
Sein bisher größter Erfolg ist seine Rolle des Nathan Scott in der Fernsehserie One Tree Hill. 2009 verpflichtete er sich für zwei Episoden der Sendung auch als Regisseur.
Wie in der Serie One Tree Hill ist Laffertys große Leidenschaft Basketball.
Seit 2015 ist er neben Mark Schwahn am Dreh von The Royals als Regisseur beteiligt.
2018 startet er mit Stephen Colletti ein crowdfunding Projekt, um eine eigene Serie mit dem Namen „Everyone is doing great“ zu finanzieren.

## Filmografie (Auswahl)
- 1997: Annabelle und die fliegenden Rentiere (Annabelle’s Wish, Stimme)
- 2001: Boston Public (Fernsehserie, Folge 1x18)
- 2001: Emeril (Fernsehserie, Folge 1x01)
- 2001–2002: Noch mal mit Gefühl (Once and Again, Fernsehserie, 4 Folgen)
- 2002: Boys on the Run
- 2002: Prep
- 2002: First Monday
- 2002: A Season on the Brink
- 2003–2012: One Tree Hill (Fernsehserie, 183 Folgen)
- 2009: S. Darko
- 2013: Lost on Purpose
- 2013: Oculus
- 2014: Crisis (Fernsehserie, 13 Folgen)
- 2015: Waffle Street
- 2016: Underground (Fernsehserie, 6 Folgen)
- 2017: Small Town Crime
- 2018: Spuk in Hill House (The Haunting of Hill House, Fernsehserie, 4 Folgen)

## Regisseur
- 2009: One Tree Hill (2 Folgen)
- 2015: The Royals